# ФК Уралан (Елиста)
ФК „Уралан“ е футболен клуб от гр. Елиста - столицата на Република Калмикия, Руска федерация. Основан е през 1958 г., разформирован е през 2006 г. Преоснован през 2014 г., но на следващата година е отново закрит.

## История
До 1966 тимът играе само в регионалното първенство. От 1966 до разпада на СССР играе в първа лига. През 1997 печели руската първа дивизия и се класира в Премиер-лигата. На следващия сезон завършват седми. През 2000 „Уралан“ изпада, но на следващия сезон отново се връща в най-горния ешелон на руския футбол.
Почетен президент на клуба е бил бившият президент на република Калмикия и на ФИДЕ (Световната шахматна федерация) - Кирсан Николаевич Илюмжинов.
През 2002 отборът прави добра селекция с привличането на Александър Филимонов, Игор Чугайнов, Дмитрий Вязмикин и някои качествени чужденци. Отборът обаче завършва последен в първенството и изпада. Освен това има финансови затруднения и голяма част от състава напуска „Уралан“. В отбора остават по-малко от 11 играчи и отнемат професионалния лиценз на „Уралан“.
През 2005 се основава нов клуб на мястото на „Уралан“ – ФК „Елиста“. „Елиста“ печели ЛФЛ и влиза във втора дивизия. По средата на сезона обаче „Елиста“ фалира и отново е изхвърлена от шампионата.
На 18 май 2014 г. с бюджет от 10 млн. рубли Уралан е възроден и започва участие в ЛФЛ.

## Известни играчи
- Александър Филимонов
- Игор Чугайнов
- Дмитрий Вязмикин
- Денис Колодин
- Алексей Смертин
- Олег Кузмин
- Олег Гарин
- Раду Ребьожа
- Олег Веретенников
- Руслан Анджинджал
- Максим Боков

## Български футболисти
- Христо Терзиев: 2003/04 (16 мача - 2 гола)
- Тодор Кючуков: 2004 (14 мача - 0 гола)